# سنت. کلایرسویل (اوهایو)
سنت. کلایرسویل(به انگلیسی: St. Clairsville) شهری در ایالت اوهایو کشور ایالات متحده آمریکا است که جمعیت آن در سرشماری سال ۲۰۱۰ میلادی، ۵٬۱۸۴ نفر بوده‌است.